# Kiludd
Kiludd är en udde i Finland. Den ligger i Kristinestad i landskapet Österbotten, i den sydvästra delen av landet, 280 km nordväst om huvudstaden Helsingfors.
Terrängen inåt land är mycket platt. Havet är nära Kiludd västerut.